# Tim Bollerslev
Tim Bollerslev (født 11. maj 1958 i København) er en dansk økonom med speciale i økonometri.
Han læste ved Aarhus Universitet og fik sin ph.d. ved University of California, San Diego, under Robert F. Engle og Clive W. J. Granger. 
I dag er han professor ved Duke University. Han er særligt kendt for sit arbejde om volatilitet og udviklede i 1986 den såkaldte GARCH-model.

## Hæder
- 1999: Fellow of the Econometric Society
- 2008: Rigmor og Carl Holst-Knudsens Videnskabspris
- 2018: Carlsbergfondets Forskningspris[1]

## Eksterne Henvisninger
- Homepage